# フレッチャビアンカ

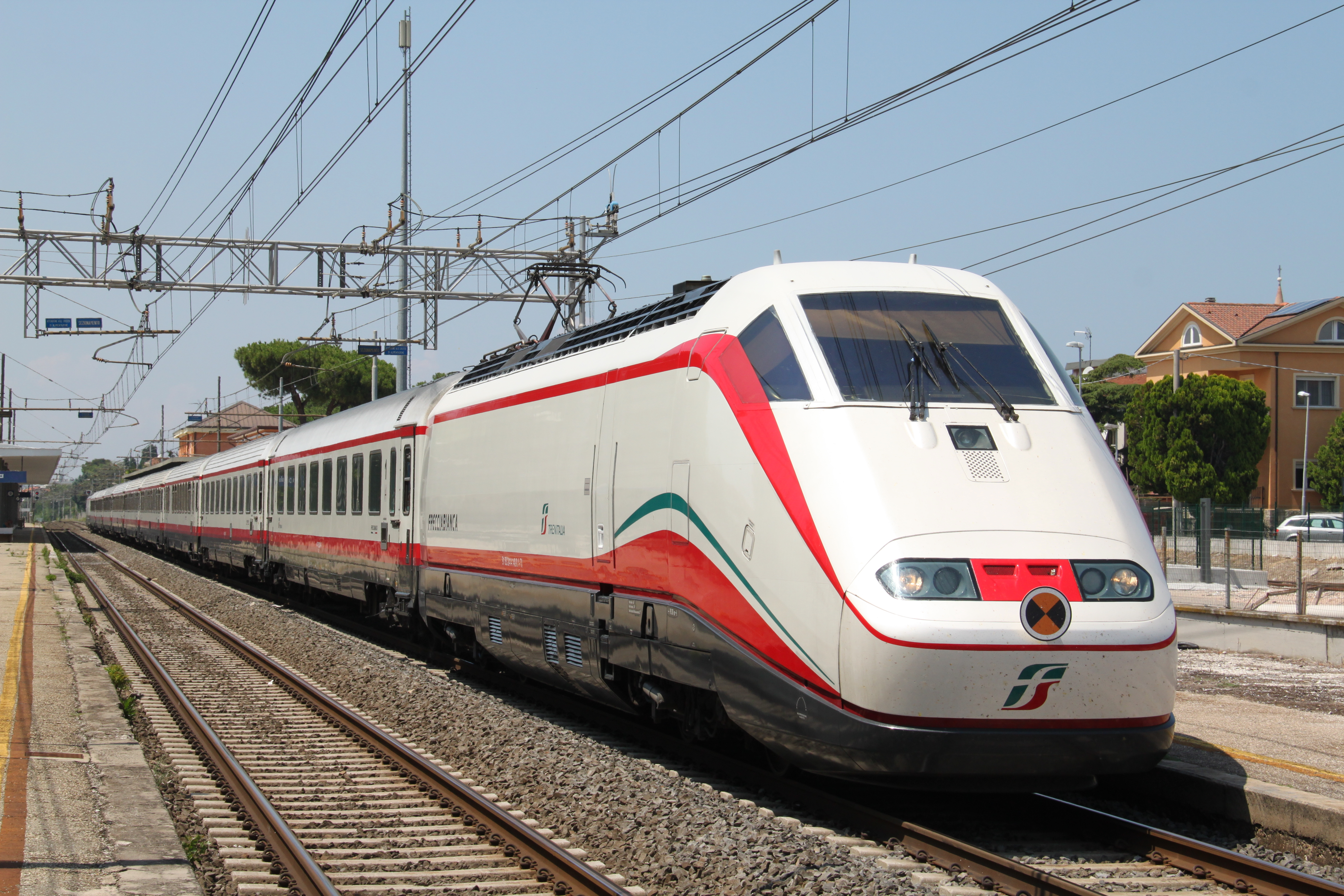
E.414機関車に牽引されるUIC-Z客車

フレッチャビアンカ (Frecciabianca) はイタリアのトレニタリアが運行する優等列車の名称。2010年から2011年12月、それまでEurostar Cityとして設定されていた列車をフレッチャビアンカに転換して誕生した。フレッチャビアンカは『白い矢』という意味の造語である。
フレッチャビアンカは、E.414機関車またはE.402機関車に牽引されるUIC-Z客車もしくはETR460型の高速鉄道車両を用いて運行されている。トレニタリアが運行する優等列車のグレードでは、高速鉄道サービスのフレッチャロッサとフレッチャルジェントが最上位に、その次にこのフレッチャビアンカが、その下にInterCityが位置付けられている。
2014年冬ダイヤでは、ミラノ中央駅とヴェネツィア・サンタ・ルチア駅間を1時間に1〜2本（1日21本）、ミラノ中央駅からボローニャ、リミニを経由しアドリア海沿岸をタラント方面まで結ぶ列車を1時間に1本（1日12本）、その他ローマからの便などが設定されている。
2014年冬ダイヤにおける各駅間の所要時間の例として、9719列車のミラノ中央駅とヴェネツィア・サンタ・ルチア駅間の所要時間は2時間35分、9811列車のミラノ中央駅からレッチェ駅間の所要時間は9時間5分である。